# Бурмейстер, Владимир Павлович
Влади́мир Па́влович Бурме́йстер (2 [15] июля 1904, Витебск — 5 марта 1971, Москва) — советский артист балета, балетмейстер, руководитель балетной труппы Московского музыкального театра им. К. С. Станиславского и Вл. И. Немировича-Данченко в 1941—1960 и 1963—1971 годах. Народный артист СССР (1970). Лауреат Сталинской премии II степени (1946).
Постановки Бурмейстера «Эсмеральда» (1950), «Лебединое озеро» (1953), «Снегурочка» (1963) до сих пор являются основой балетного репертуара Московского музыкального театра, а постановка «Лебединого озера» (1960) — балета Парижской оперы.

## Биография
Родился 2 (15) июля 1904 года в Витебске (ныне — Белоруссия) в семье землемера, по материнской линии был двоюродным внуком композитора Петра Чайковского.
В 1920 году поступил в хореографическую школу им. М. Лермонтова в Москве. В 1925—1929 годах учился в Центральном техникуме театрального искусства (ЦЕТЕТИС, ныне Российский университет театрального искусства — ГИТИС) у педагогов Е. И. Долинской, В. И. Шелепиной, В. Г. Семёнова. Одновременно работал в Театре миниатюр (1927), исполняя на эстраде характерные танцы народов мира, выступал в спектаклях студии «Драмбалет» под руководством Нины Греминой (1927—1930).
С 1930 года — солист, с 1932 года — балетмейстер Московского художественного балета под руководством В. В. Кригер (в 1939 году вошёл в состав Музыкального театра им. В. Немировича-Данченко, с 1941 — Московский музыкальный театр имени К. С. Станиславского и Вл. И. Немировича-Данченко).
В 1941—1960 и с 1963 года — главный балетмейстер Московского музыкального театра им. К. С. Станиславского и Вл. И. Немировича-Данченко.
В 1946 году поставил танцы в спектакле «Учитель танцев» в Центральном театре Красной армии, который стал визитной карточкой актёра Владимира Зельдина.
В 1947 году осуществил постановку балета «Татьяна» в Театре оперы и балета имени С. М. Кирова (Ленинград). В 1959—1960 годах поставил ряд спектаклей в Эстонской опере (Таллин), а в 1961—1962 годах — в Парижской опере и в лондонском «Фестивальном балете».
Владимир Павлович Бурмейстер умер 5 марта 1971 года в Москве. Похоронен на Введенском кладбище (2 уч.).

## Семья
- Жена — А. Э. Фин (Гербачинская)
- Жена — А. Г. Крупенина (1914—2012), балерина, танцевала в коллективе Касьяна Голейзовского и Московском музыкальном театре им. К. С. Станиславского и Вл. И. Немировича-Данченко
- Дочь — Наталия Бурмейстер
- Падчерица — Виктория Лепко

## Творчество

### Репертуар
- «Карманьола» В. А. Фемелиди — Людовик XVI
- «Соперницы» П. Л. Гертеля — Никез
- «Красный мак» Р. М. Глиэра — Ли Шан-фу
- «Цыганы» С. Н. Василенко — Алеко
- «Ночь перед Рождеством» Б. В. Асафьева — Кум
- «Бахчисарайский фонтан» Б. В. Асаафьева — Нурали

### Постановки

#### Балеты

##### Московский музыкальный театр
- 1933 — «Корсар» на музыку А. Адана, Л. Делиба, Р. Дриго, Ц. Пуни
- 1938 — «Ночь перед Рождеством» Б. В. Асафьева (совместно с Ф. В. Лопуховым и П. А. Марковым)
- 1941 — «Штраусиана» на музыку И. Штрауса
- 1942 — «Виндзорские проказницы» В. А. Оранского (совместно И. В. Куриловым)
- 1943 — «Лола» С. Н. Василенко (совместно с режиссёром И. М. Тумановым)
- 1944 — «Шехерезада» на музыку Н. А. Римского-Корсакова
- 1946 — «Карнавал» на музыку Р. Шумана
- 1948 — «Берег счастья» А. Э. Спадавеккиа (совместно с И. В. Куриловым)
- 1950 — «Эсмеральда» Ц. Пуни
- 1953 — «Лебединое озеро» П. И. Чайковского (совместно с П. А. Гусевым)
- 1957 — «Жанна д’Арк» Н. И. Пейко
- 1958 — «Охридская легенда» С. Христича (совместно с А. В. Чичинадзе и Н. Г. Гришиной)
- 1963 — «Снегурочка» на музыку П. И. Чайковского
- 1964 — «Болеро» на музыку М. Равеля
- 1967 — «Красные дьяволята» на музыку И. О. Дунаевского и В. Н. Кнушевицкого
- 1970 — «Аппассионата» на музыку Л. ван Бетховена[5][неавторитетный источник]

##### ЛАТОБ им. С. М. Кирова, Ленинград
- 1947 — «Татьяна» («Дочь народа») на музыку А. А. Крейна, сценарий В. Е. Месхетели, ассистент балетмейстера Т. М. Вечеслова, дирижёр Е. А. Дубовской, художник В. М. Ходасевич. Премьера 12 июня 1947 года[4]

##### Театр «Эстония», Таллин
- 1959 — «Штраусиана» на музыку И. Штрауса
- 1959 — «Эсмеральда» Ц. Пуни
- 1959 — «Шопениана» на музыку Ф. Шопена
- 1959 — «Лебединое озеро» П. И. Чайковского
- 1960 — «Болеро» на музыку М. Равеля
- 1960 — «Вальс» на музыку М. Равеля

##### За рубежом
- 1960 — «Лебединое озеро» П. И. Чайковского (Гранд-опера, Париж)
- 1960 — «Поэма любви» на музыку Ж. Бизе (Гранд-опера, Париж)
- 1961 — «Снегурочка» на музыку П. И. Чайковского («Фестивальный балет», Лондон)
- 1962 — «Вариации» на музыку «Хроматических вариаций» Ж. Бизе (Гранд-опера, Париж)[6]

#### Танцы в спектаклях

##### Оперетта
- 1938 — «Прекрасная Елена» Ж. Оффенбаха
- 1940 — «Перикола» Ж. Оффенбаха

##### Драматический театр
Центральный Театр Советской Армии
- 1946 — «Учитель танцев» по пьесе Лопе де Вега, постановка В. С. Канцеля, композитор А. А. Крейн

Московский театр сатиры
- 1953 — «Где эта улица, где этот дом» В. А. Дыховичного и М. Р. Слободского, постановка Э. Б. Краснянского, композитор Б. А. Мокроусов.

Малый театр
- 1953 — «Порт-Артур» А. Н. Степанова и И. Ф. Попова, постановка К. А. Зубова и П. А. Маркова.
- 1955 — «Проданная колыбельная» X. Лакснесса, постановка П. А. Маркова, композитор К. В. Молчанов.
- 1963 — «Горе от ума» А. С. Грибоедова, постановка Е. Р. Симонова, композитор Л. Л. Солин.
- 1963 — «Госпожа Бовари» по Г. Флоберу, постановка И. В. Ильинского и А. А. Шипова, композитор Н. И. Пейко.
- 1963 — «Бабьи сплетни» К. Гольдони, постановка М. Н. Гладкова, композитор К. С. Хачатурян.

Центральный детский театр
- 1960 — «Рамаяна» по древнеиндийскому эпосу, постановка В. С. Колесаева, композитор С. А. Баласанян.

#### В кинематографе
- 1952 — постановка танцев для мультфильма И. П. Иванова-Вано «Снегурочка».
- 1964 — постановка танцев (первый бал Наташи Ростовой) для фильма С. Бондарчука «Война и мир».

## Признание
- Именем Бурмейстера назван репетиционный зал в Московском музыкальном театре им. К. С. Станиславского и Вл. И. Немировича-Данченко.

### Награды и звания
- Заслуженный артист РСФСР (1947)
- Заслуженный деятель искусств РСФСР (1954)[7]
- Заслуженный деятель искусств Эстонской ССР
- Народный артист РСФСР (1965)
- Народный артист СССР (1970)
- Сталинская премия второй степени (1946) — за постановки балетных спектаклей «Лола» С. Н. Василенко (1943) и «Шехерезада» Н. А. Римского-Корсакова (1944)
- Орден «Знак Почёта» (1947)
- Медаль «За доблестный труд в Великой Отечественной войне 1941—1945 гг.»
- Медаль «В память 800-летия Москвы»